# Haganah

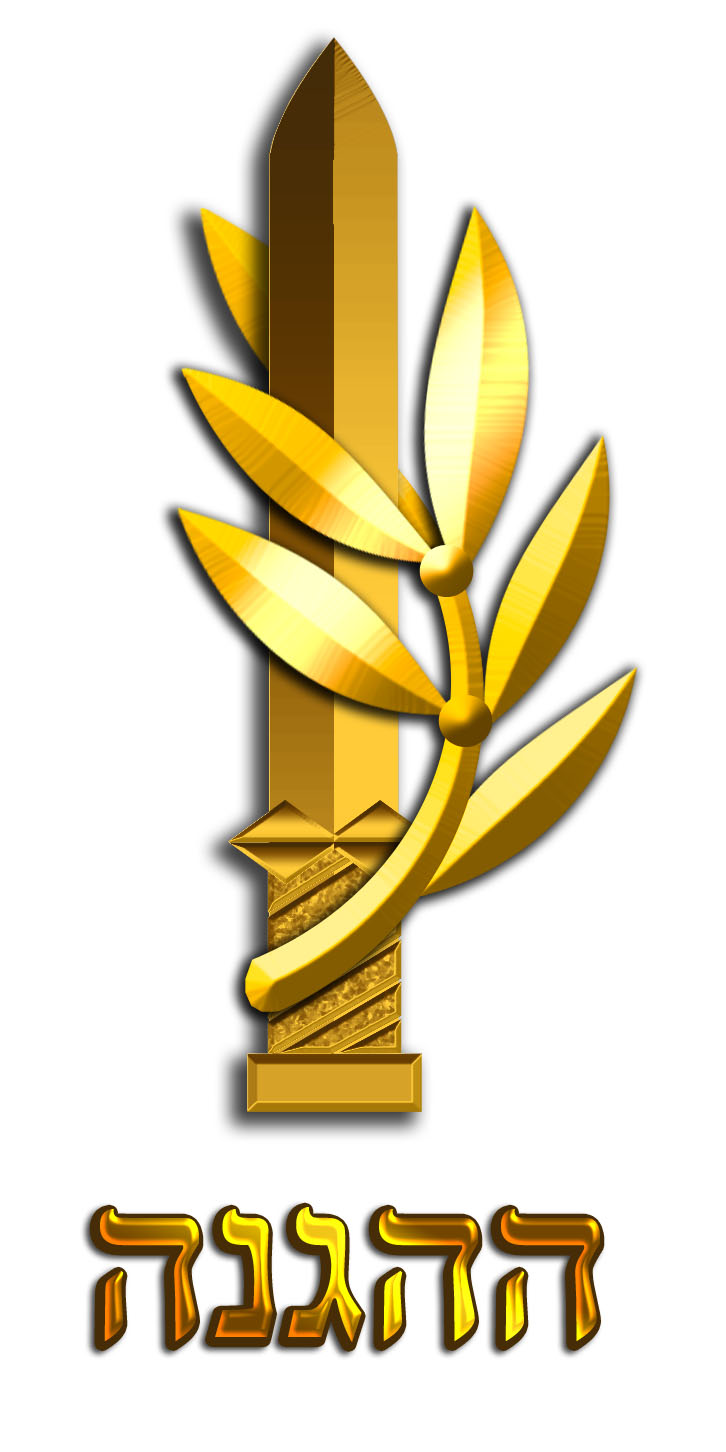
Haganahs symbol

Haganah (hebreiska, "försvar") var en judisk paramilitär organisation som existerade mellan år 1920 och år 1948. Organisationen utförde både attacker mot brittiska och arabiska intressen i det dåvarande Brittiska Palestinamandatet. Efter staten Israels grundande ombildades organisationen till den reguljära armén, IDF, Israel Defense Forces (den 24 maj 1948).
Under andra världskriget gick många av Haganahs medlemmar in som frivilliga i den brittiska armén men från 1945 anföll Haganah även brittiska installationer i Brittiska Palestinamandatet.
År 1937 bröt sig gruppen Irgun Zwai Leumi ut ur Haganah, då den motsatte sig samarbetet med britterna. Lehi var i sin tur en utbrytargrupp ur Irgun.